# Wereldkampioenschappen kunstschaatsen 1999
De Wereldkampioenschappen kunstschaatsen is een evenement dat georganiseerd wordt door de Internationale Schaatsunie.
Het WK toernooi van 1999 vond plaats in Helsinki. Het was de vierde keer dat de Wereldkampioenschappen Kunstschaatsen in Finland plaatsvonden, de vorige keren was in 1914 (alleen mannen) , 1934 (alleen paren) en 1983.
Voor de mannen was het de 89e editie, voor de vrouwen de 79e editie, voor de paren de 77e editie, en voor de ijsdansers de 47e editie.

## Historie
De Duitse en Oostenrijkse schaatsbond, verenigd in de "Deutscher und Österreichischer Eislaufverband", organiseerden zowel het eerste EK Schaatsen voor mannen als het eerste EK Kunstrijden voor mannen in 1891 in Hamburg, Duitsland, nog voor het ISU in 1892 werd opgericht. De internationale schaatsbond nam in 1892 de organisatie van het EK Kunstrijden over. In 1895 werd besloten voortaan de Wereldkampioenschappen kunstschaatsen te organiseren en kwam het EK te vervallen. In 1896 vond de eerste editie voor de mannen plaats. Vanaf 1898 vond toch weer een herstart plaats van het EK Kunstrijden.
In 1906, tien jaar na het eerste WK voor de mannen, werd het eerste WK voor de vrouwen georganiseerd en twee jaar later, in 1908, vond het eerste WK voor de paren plaats. In 1952 werd de vierde discipline, het WK voor de ijsdansers, eraan toegevoegd.
Er werden geen kampioenschappen gehouden tijdens en direct na de Eerste Wereldoorlog (1915-1921) en tijdens en direct na de Tweede Wereldoorlog (1940-1946) en in 1961 vanwege de Sabena vlucht 548 vliegtuigramp op 15 februari op Zaventem waarbij alle passagiers, waaronder de voltallige Amerikaanse delegatie voor het WK kunstrijden op weg naar Praag, om het leven kwamen.

## Deelname
Er namen deelnemers uit 43 landen deel aan deze kampioenschappen. Zij vulden 136 startplaatsen in. Rusland vulde met twaalf startplaatsen het maximale aantal deelnemers in. Er namen geen deelnemers uit België deel.
Voor Nederland nam Marion Krijgsman na haar deelnames in 1991 en 1992 voor de derde keer deel in het vrouwentoernooi.
(Tussen haakjes het totaal aantal startplaatsen over de disciplines.)
| Rusland (12) Verenigde Staten (11) Duitsland (8) Oekraïne (8) Canada (7) China (5) Frankrijk (5) Polen (5) Azerbeidzjan (4) | Hongarije (4) Italië (4) Tsjechië (4) Bulgarije (3) Estland (3) Finland (3) Japan (3) Oezbekistan (3) Slowakije (3) | Verenigd Koninkrijk (3) Zuid-Korea (3) Zwitserland (3) Armenië (2) Australië (2) Griekenland (2) Kazachstan (2) Letland (2) Litouwen (2) | Mexico (2) Oostenrijk (2) Spanje (2) Wit-Rusland (2) Denemarken (1) Georgië (1) Israël (1) Joegoslavië (1) | Kroatië (1) Nederland (1) Noorwegen (1) Roemenië (1) Slovenië (1) Taiwan (1) Zuid-Afrika (1) Zweden (1) |

## Medailleverdeling
Bij de mannen prolongeerde Alexei Yagudin de wereldtitel, het was zijn derde medaille, in 1997 werd hij derde. Na zijn derde plaats in 1998 veroverde Evgeny Plushenko dit jaar de tweede plaats achter zijn landgenoot. Voor Michael Weiss op de derde plaats was het zijn eerste WK medaille.
Bij de vrouwen veroverde Maria Butyrskaya als eerste Russin de wereldtitel bij de vrouwen, het was haar tweede medaille, in 1998 werd ze derde. Michelle Kwan veroverde haar vierde WK medaille in 1996 en 1998 werd ze wereldkampioene en in 1997 en dit jaar werd ze tweede. Debutante Julia Soldatova op de derde plaats veroverde haar eerste WK medaille.
Bij het paarrijden prolongeerden Yelena Berezhnaya / Anton Sikharulidze de wereldtitel, het was hun tweede WK medaille. Shen Xue / Zhao Hongbo op de tweede plaats veroverden de eerste medaille voor China bij het paarrijden, het was de vijfde WK medaille in totaal voor China, Chen Lu wist in het vrouwentoernooi vier medailles te winnen ( derde in 1992, 1993, wereldkampioene in 1995 en tweede in 1996). De derde plaats van Dorota Zagórska / Mariusz Siudek was de eerste medaille voor Polen bij het WK Kunstschaatsen.
Bij het ijsdansen was het erepodium een kopie van 1998. Anjelika Krylova / Oleg Ovsyannikov prolongeerden de wereldtitel, het was hun vierde medaille als paar, in 1996 en 1997 werden ze tweede. In 1993 veroverde Krylova met Vladimir Fedorov de derde plaats. Marina Anissina / Gwendal Peizerat op plaats twee stonden voor de tweede keer op het WK erepodium. Voor Shae-Lynn Bourne / Victor Kraatz was het voor de vierde opeenvolgende keer dat ze op de derde plaats eindigden.
| Discipline | Goud ·                                 | Zilver ·                           | Brons ·                          |
| ---------- | -------------------------------------- | ---------------------------------- | -------------------------------- |
| Mannen     | Aleksej Jagoedin                       | Jevgeni Ploesjenko                 | Michael Weiss                    |
| Vrouwen    | Maria Boetyrskaja                      | Michelle Kwan                      | Julia Soldatova                  |
| Paren      | Yelena Berezhnaya / Anton Sikharulidze | Shen Xue / Zhao Hongbo             | Dorota Zagórska / Mariusz Siudek |
| IJsdansen  | Anjelika Krylova / Oleg Ovsyannikov    | Marina Anissina / Gwendal Peizerat | Shae-Lynn Bourne / Victor Kraatz |

## Uitslagen

### Mannen / Vrouwen
| Mannen                             | Mannen                | Mannen                       | Mannen   | Mannen | Mannen | Mannen |
| #                                  | naam                  | land                         | deelname |        |        |        |
| ---------------------------------- | --------------------- | ---------------------------- | -------- | ------ | ------ | ------ |
| Goud                               | Aleksej Jagoedin      | Vlag van Rusland             | 3        |        |        |        |
| Zilver                             | Jevgeni Ploesjenko    | Vlag van Rusland             | 2        |        |        |        |
| Brons                              | Michael Weiss         | Vlag van Verenigde Staten    | 3        |        |        |        |
| 4                                  | Elvis Stojko          | Vlag van Canada              | 9        |        |        |        |
| 5                                  | Alexei Urmanov        | Vlag van Rusland             | 8        |        |        |        |
| 6                                  | Takeshi Honda         | Vlag van Japan               | 4        |        |        |        |
| 7                                  | Guo Zhengxin          | Vlag van China               | 4        |        |        |        |
| 8                                  | Laurent Tobel         | Vlag van Frankrijk           | 3        |        |        |        |
| 9                                  | Andrejs Vlascenko     | Vlag van Duitsland           | 5        |        |        |        |
| 10                                 | Anthony Liu           | Vlag van Australië           | 3        |        |        |        |
| 11                                 | Dmitri Dmitrenko      | Vlag van Oekraïne            | 4        |        |        |        |
| 12                                 | Timothy Goebel        | Vlag van Verenigde Staten    | 1        |        |        |        |
| 13                                 | Stefan Lindemann      | Vlag van Duitsland           | 1        |        |        |        |
| 14                                 | Ivan Dinev            | Vlag van Bulgarije           | 6        |        |        |        |
| 15                                 | Jevgeny Plioeta       | Vlag van Oekraïne            | 2        |        |        |        |
| 16                                 | Trifun Zivanovic      | Vlag van Verenigde Staten    | 1        |        |        |        |
| 17                                 | Vachtang Moervanidze  | Vlag van Georgië             | 3        |        |        |        |
| 18                                 | Emanuel Sandhu        | Vlag van Canada              | 2        |        |        |        |
| 19                                 | Margus Hernits        | Vlag van Estland             | 6        |        |        |        |
| 20                                 | Szabolcs Vidrai       | Vlag van Hongarije           | 5        |        |        |        |
| 21                                 | Roman Skorniakov      | Vlag van Oezbekistan         | 3        |        |        |        |
| 22                                 | Patrick Meier         | Vlag van Zwitserland         | 5        |        |        |        |
| 23                                 | Robert Grzegorczyk    | Vlag van Polen               | 6        |        |        |        |
| 24                                 | Markus Leminen        | Vlag van Finland             | 6        |        |        |        |
| Vrije kür niet bereikt             |                       |                              |          |        |        |        |
| 25                                 | Sergei Rylov          | Vlag van Azerbeidzjan        | 1        |        |        |        |
| 26                                 | Lee Kyu-hyun          | Vlag van Zuid-Korea          | 4        |        |        |        |
| 27                                 | Robert Kazimir        | Vlag van Slowakije           | 3        |        |        |        |
| 28                                 | Cornel Gheorghe       | Vlag van Roemenië            | 8        |        |        |        |
| 29                                 | Michael Tyllesen      | Vlag van Denemarken          | 8        |        |        |        |
| 30                                 | Alexander Chestnikh   | Vlag van Armenië             | 1 (2)    |        |        |        |
| Niet gekwalificeerd voor korte kür |                       |                              |          |        |        |        |
| 31                                 | Vitali Danilstjenko   | Vlag van Oekraïne            | 1        |        |        |        |
| 32                                 | Clive Shorten         | Vlag van Verenigd Koninkrijk | 2        |        |        |        |
| 33                                 | Neil Wilson           | Vlag van Verenigd Koninkrijk | 2        |        |        |        |
| 34                                 | Yuri Litvinov         | Vlag van Kazachstan          | 4        |        |        |        |
| 35                                 | Lukas Rakowski        | Vlag van Tsjechië            | 1        |        |        |        |
| 36                                 | Konstantin Beliaev    | Vlag van Wit-Rusland         | 1        |        |        |        |
| 37                                 | Jan Cejvan            | Vlag van Slovenië            | 3        |        |        |        |
| 38                                 | Yon Garcia            | Vlag van Spanje              | 1        |        |        |        |
| 39                                 | Sergei Telenkov       | Vlag van Letland             | 2        |        |        |        |
| 40                                 | David del Pozo        | Vlag van Mexico              | 1        |        |        |        |
| 41                                 | Angelo Dolfini        | Vlag van Italië              | 1        |        |        |        |
| 42                                 | Panagiotis Markouizos | Vlag van Griekenland         | 2        |        |        |        |

| Vrouwen                            | Vrouwen                | Vrouwen                   | Vrouwen  | Vrouwen | Vrouwen | Vrouwen |
| #                                  | naam                   | land                      | deelname |         |         |         |
| ---------------------------------- | ---------------------- | ------------------------- | -------- | ------- | ------- | ------- |
| Goud                               | Maria Boetyrskaja      | Vlag van Rusland          | 5        |         |         |         |
| Zilver                             | Michelle Kwan          | Vlag van Verenigde Staten | 6        |         |         |         |
| Brons                              | Julia Soldatova        | Vlag van Rusland          | 1        |         |         |         |
| 4                                  | Tatiana Malinina       | Vlag van Oezbekistan      | 7        |         |         |         |
| 5                                  | Vanessa Gusmeroli      | Vlag van Frankrijk        | 4        |         |         |         |
| 6                                  | Anna Rechnio           | Vlag van Polen            | 4        |         |         |         |
| 7                                  | Sarah Hughes           | Vlag van Verenigde Staten | 1        |         |         |         |
| 8                                  | Elena Liasjenko        | Vlag van Oekraïne         | 5        |         |         |         |
| 9                                  | Joelia Lavrentsjoek    | Vlag van Oekraïne         | 5        |         |         |         |
| 10                                 | Viktoria Voltsjkova    | Vlag van Rusland          | 1        |         |         |         |
| 11                                 | Diana Poth             | Vlag van Hongarije        | 2        |         |         |         |
| 12                                 | Angela Nikodinov       | Vlag van Verenigde Staten | 1        |         |         |         |
| 13                                 | Lucinda Ruh            | Vlag van Zwitserland      | 5        |         |         |         |
| 14                                 | Alisa Drei             | Vlag van Finland          | 3        |         |         |         |
| 15                                 | Julia Lautowa          | Vlag van Oostenrijk       | 3        |         |         |         |
| 16                                 | Silvia Fontana         | Vlag van Italië           | 4        |         |         |         |
| 17                                 | Joelija Vorobjova      | Vlag van Azerbeidzjan     | 7        |         |         |         |
| 18                                 | Jennifer Robinson      | Vlag van Canada           | 3        |         |         |         |
| 19                                 | Júlia Sebestyén        | Vlag van Hongarije        | 2        |         |         |         |
| 20                                 | Fumie Suguri           | Vlag van Japan            | 3        |         |         |         |
| 21                                 | Eva-Marie Fitze        | Vlag van Duitsland        | 2        |         |         |         |
| 22                                 | Sabina Wojtala         | Vlag van Polen            | 1        |         |         |         |
| 23                                 | Valeria Trifancova     | Vlag van Letland          | 3        |         |         |         |
| 24                                 | Caroline Gulke         | Vlag van Duitsland        | 1        |         |         |         |
| Vrije kür niet bereikt             |                        |                           |          |         |         |         |
| 25                                 | Idora Hegel            | Vlag van Kroatië          | 1        |         |         |         |
| 26                                 | Marta Andrade          | Vlag van Spanje           | 8        |         |         |         |
| 27                                 | Veronika Dytrtova      | Vlag van Tsjechië         | 2        |         |         |         |
| 28                                 | Zuzana Paurova         | Vlag van Slowakije        | 3        |         |         |         |
| 29                                 | Olga Vassiljeva        | Vlag van Estland          | 5        |         |         |         |
| 30                                 | Lu Meijia              | Vlag van China            | 2        |         |         |         |
| Niet gekwalificeerd voor korte kür |                        |                           |          |         |         |         |
| 31                                 | Ingrida Snieskiene     | Vlag van Litouwen         | 1        |         |         |         |
| 32                                 | Jung Min-joo           | Vlag van Zuid-Korea       | 2        |         |         |         |
| 33                                 | Marion Krijgsman       | Vlag van Nederland        | 3        |         |         |         |
| 34                                 | Anna Dimova            | Vlag van Bulgarije        | 1        |         |         |         |
| 35                                 | Klara Bramfeldt        | Vlag van Zweden           | 1        |         |         |         |
| 36                                 | Kaja Hanevold          | Vlag van Noorwegen        | 2        |         |         |         |
| 37                                 | Rocia Salas Visuet     | Vlag van Mexico           | 1        |         |         |         |
| 38                                 | Shirene Human          | Vlag van Zuid-Afrika      | 4        |         |         |         |
| 39                                 | Dow-Jane Chi           | Vlag van Taiwan           | 1        |         |         |         |
| 40                                 | Anna Chatziathanassiou | Vlag van Griekenland      | 2        |         |         |         |
| 41                                 | Helena Pajovic         | Vlag van Joegoslavië      | 2        |         |         |         |

### Paren / IJsdansen
| Goud   | Elena Berezhnaya Anton Sikharulidze     | Vlag van Rusland          | 6 / 5 |        |
| Zilver | Shen Xue Zhao Hongbo                    | Vlag van China            | 5     |        |
| Brons  | Dorota Zagórska Mariusz Siudek          | Vlag van Polen            | 5 / 7 |        |
| 4      | Maria Petrova Aleksej Tichonov          | Vlag van Rusland          | 3 / 2 |        |
| 5      | Sarah Abitbol Stephane Bernadis         | Vlag van Frankrijk        | 6     |        |
| 6      | Kristy Sargeant Kris Wirtz              | Vlag van Canada           | 5 / 6 |        |
| 7      | Tatjana Totmjanina Maksim Marinin       | Vlag van Rusland          | 1     |        |
| 8      | Peggy Schwarz Mirko Mueller             | Vlag van Duitsland        | 9 / 4 |        |
| 9      | Kyoko Ina John Zimmerman                | Vlag van Verenigde Staten | 5 / 2 |        |
| 10     | Danielle Hartsell Steve Hartsell        | Vlag van Verenigde Staten | 1     |        |
| 11     | Joelija Obertas Dmitri Palamartsjoek    | Vlag van Oekraïne         | 1     |        |
| 12     | Katerina Berankova Otto Dlabola         | Vlag van Tsjechië         | 4     |        |
| 13     | Valerie Saurette Jean-Sebastien Fecteau | Vlag van Canada           | 1     |        |
| 14     | Pang Qing Tong Jian                     | Vlag van China            | 1     |        |
| 15     | Inga Rodionova Alexander Anichenko      | Vlag van Azerbeidzjan     | 3     |        |
| 16     | Mariana Kautz Norman Jeschke            | Vlag van Duitsland        | 1     |        |
| 17     | Olga Bestandigova Jozef Bestandig       | Vlag van Slowakije        | 2     |        |
| 18     | Ekaterina Danko Gennadi Emelienenko     | Vlag van Wit-Rusland      | 1 / 2 |        |
| 19     | Maria Krasiltseva Artem Znachkov        | Vlag van Armenië          | 2 / 1 |        |
| -      | Laura Handy Paul Binnebose              | Vlag van Verenigde Staten | 1     | t.z.t. |
| -      | Natalia Ponomareva Evgeny Sviridov      | Vlag van Oezbekistan      | 1 / 2 | t.z.t. |

| IJsdansen              | IJsdansen                              | IJsdansen                    | IJsdansen | IJsdansen | IJsdansen | IJsdansen |
| #                      | naam                                   | land                         | deelname  |           |           |           |
| ---------------------- | -------------------------------------- | ---------------------------- | --------- | --------- | --------- | --------- |
| Goud                   | Angelika Krylova Oleg Ovsiannikov      | Vlag van Rusland             | 7 / 5     |           |           |           |
| Zilver                 | Marina Anissina Gwendal Peizerat       | Vlag van Frankrijk           | 6         |           |           |           |
| Brons                  | Shae-Lynn Bourne Victor Kraatz         | Vlag van Canada              | 7         |           |           |           |
| 4                      | Irina Lobecheva Ilia Averbukh          | Vlag van Rusland             | 6         |           |           |           |
| 5                      | Barbara Fusar-Poli Maurizio Margaglio  | Vlag van Italië              | 6 / 4     |           |           |           |
| 6                      | Margarita Drobiazko Povilas Vanagas    | Vlag van Litouwen            | 8         |           |           |           |
| 7                      | Kati Winkler Rene Lohse                | Vlag van Duitsland           | 5         |           |           |           |
| 8                      | Olena Hroesjyna Roeslan Hontsjarov     | Vlag van Oekraïne            | 5         |           |           |           |
| 9                      | Sylwia Nowak Sebastian Kolasiński      | Vlag van Polen               | 6         |           |           |           |
| 10                     | Naomi Lang Peter Tchernyshev           | Vlag van Verenigde Staten    | 1         |           |           |           |
| 11                     | Albena Denkova Maksim Staviski         | Vlag van Bulgarije           | 7 / 3     |           |           |           |
| 12                     | Tatjana Navka Roman Kostomarov         | Vlag van Rusland             | 6 / 1     |           |           |           |
| 13                     | Galit Chait Sergei Sakhnovski          | Vlag van Israël              | 5 / 4     |           |           |           |
| 14                     | Isabelle Delobel Olivier Schoenfelder  | Vlag van Frankrijk           | 2         |           |           |           |
| 15                     | Chantal Lefebvre Michael Brunet        | Vlag van Canada              | 4 / 5     |           |           |           |
| 16                     | Charlotte Clements Gary Shortland      | Vlag van Verenigd Koninkrijk | 2         |           |           |           |
| 17                     | Eve Chalom Mathew Gates                | Vlag van Verenigde Staten    | 2         |           |           |           |
| 18                     | Eliane Hugentobler Daniel Hugentobler  | Vlag van Zwitserland         | 2         |           |           |           |
| 19                     | Stephanie Rauer Thomas Rauer           | Vlag van Duitsland           | 1         |           |           |           |
| 20                     | Nakako Tsuzuki Rinat Farkhoutdinov     | Vlag van Japan               | 3 / 1     |           |           |           |
| 21                     | Francesca Fermi Diego Rinaldi          | Vlag van Italië              | 2 / 1     |           |           |           |
| 22                     | Zhang Weina Cao Xianming               | Vlag van China               | 1         |           |           |           |
| 23                     | Gabriela Hrazska Jiri Prochazka        | Vlag van Tsjechië            | 1         |           |           |           |
| 24                     | Angelika Fuhring Bruno Ellinger        | Vlag van Oostenrijk          | 5 / 3     |           |           |           |
| Vrije kür niet bereikt |                                        |                              |           |           |           |           |
| 25                     | Pia-Maria Gustafsson Antti Grunlund    | Vlag van Zweden              | 1         |           |           |           |
| 26                     | Tatjana Koerkoedym Joeri Kotsjerzjenko | Vlag van Oekraïne            | 1         |           |           |           |
| 27                     | Elizaveta Stekolnikova Mark Fitzgerald | Vlag van Kazachstan          | 7 / 1     |           |           |           |
| 28                     | Kornelia Barany Andras Rosnik          | Vlag van Hongarije           | 3 / 2     |           |           |           |
| 29                     | Kristina Kalesnik Aleksaner Terentjev  | Vlag van Estland             | 2         |           |           |           |
| 30                     | Jenny Dahlen Igor Loekanin             | Vlag van Oezbekistan         | 2 / 1     |           |           |           |
| 31                     | Yang Tae-hwa Lee Chuen-gun             | Vlag van Zuid-Korea          | 1         |           |           |           |
| 32                     | Danielle Rigg-Smith Trent Nelson-Bond  | Vlag van Australië           | 1         |           |           |           |